# Lène (Thongue)
Die Lène ist ein kleiner Fluss im Süden von Frankreich, der im Département Hérault der Region Okzitanien nordöstlich der Stadt Béziers verläuft.

## Geografie

### Verlauf
Die Lène entspringt unter dem Namen Ruisseau du Mas de Blaise im Gemeindegebiet von Fouzilhon, verläuft generell Richtung Südosten durch das Weinbaugebiet Languedoc und mündet nach insgesamt rund 17 Kilometern im nordwestlichen Gemeindegebiet von Montblanc als rechter Nebenfluss in die Thongue. Im Mündungsabschnitt quert die Lène die Autobahn A75.

### Orte am Fluss
(Reihenfolge in Fließrichtung)
- Fouzilhon
- Lène, Gemeinde Magalas
- Cazilhac, Gemeinde Pouzolles
- Coulobres
- Abeilhan
- Servian
- La Roque, Gemeinde Servian

## Hydrologie
Die Lène ist stark von extremen Wetterereignissen beeinflusst. Während in Dürreperioden der Fluss nahezu trockenfällt, ist bei Starkregen auch mit heftigen Hochwässern zu rechnen. Daher ist in der vom Fluss durchquerten Kleinstadt Servian das Flussbett künstlich so ausgelegt, dass es den Schaden bei größeren Wassermengen eingrenzen kann.

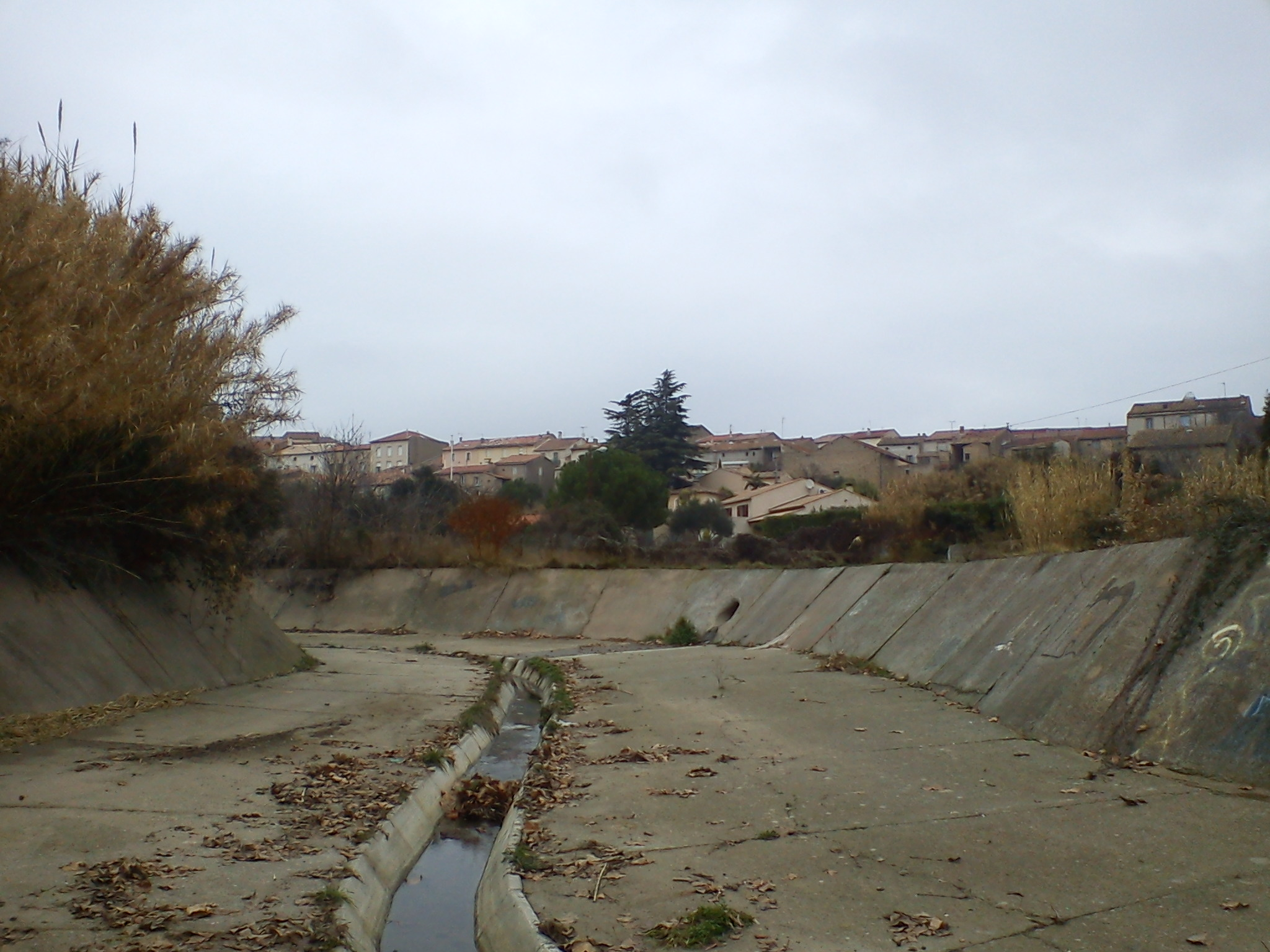
Die Lène in Servian bei Trockenzeiten
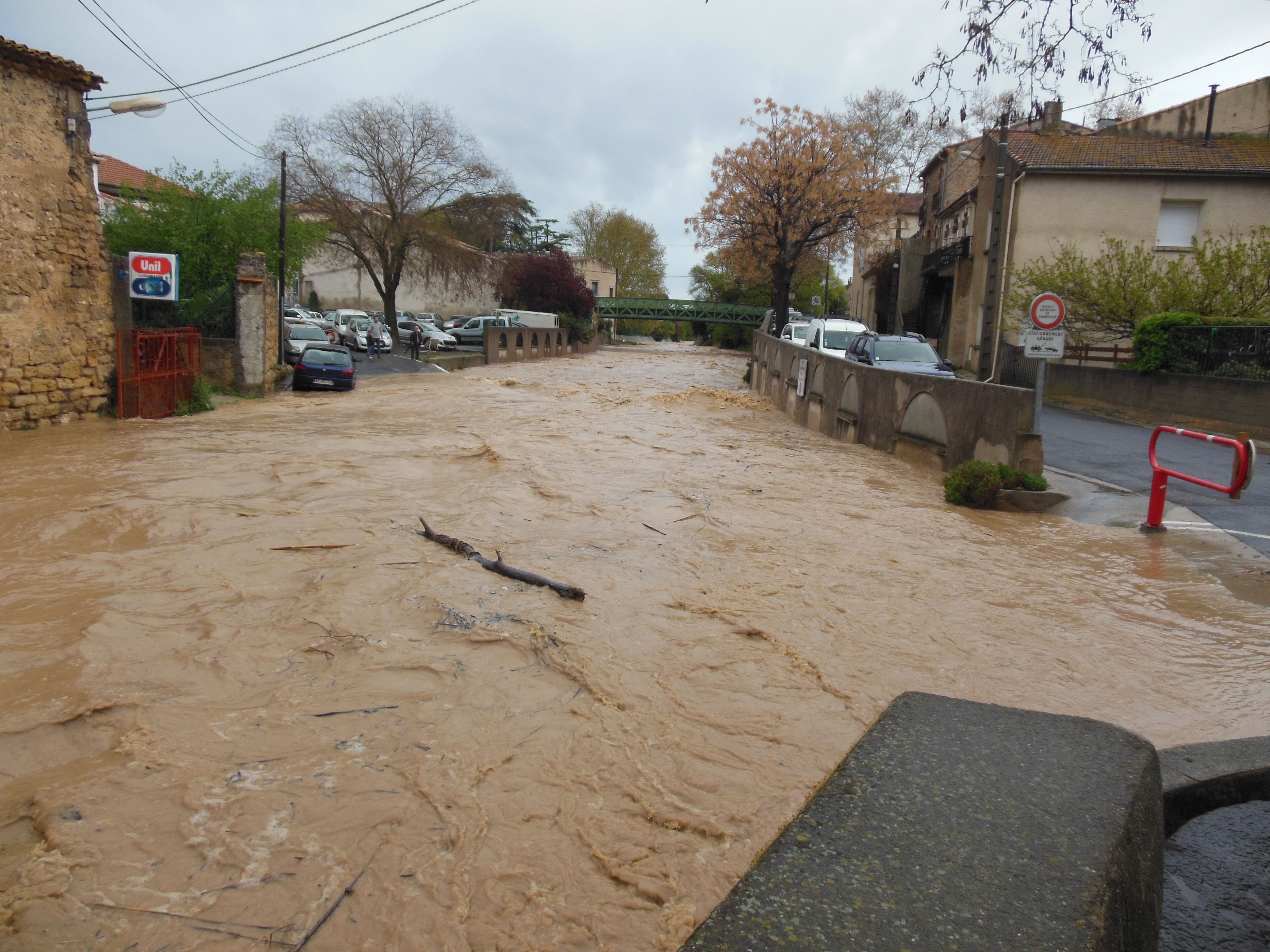
Die Lène in Servian bei Hochwasser

## Sehenswürdigkeiten
- Pont sur la Thongue, Brücke über die Thongue aus dem 17. Jahrhundert, etwa 600 Meter vor der Einmündung der Lène – Monument historique[4]